# Šakutė (Vytinė)
Šakutė je jedno z ramen delty Němenu, pravá odbočka (nejvíce vpravo ze čtyř) ramene delty Němenu Vytinė. Toto rameno dále odděluje rameno Vidujinė, vzápětí po vlastním odbočení z ramene Vytinė. Má společnou deltu s ramenem Skatulė, v jejímž ústí je ostrov. Voda v rameni Šakutė teče směrem severním. Šířka tohoto ramene je kolem 200 m. Šakutė odděluje ostrovy Trušių sala a souostroví, tradičně nazývané jako ostrov Rusnė.

## Význam názvů
Šakutė znamená litevsky vidlička, Vidujinė - prostřední, Trušių sala - ostrov rákosí.

## Přítoky
Toto rameno nemá žádné přítoky.
| DELTA NĚMENU Atmata Atšakėlė Aukštumala Aukštumalos protaka Bevardis Bevardė Briedžių Dumblė Kadaginis Kiemo Kniaupas Krokų Lanka Kubilių Kurský záliv Leitė Minija Naikupė Pakalnė Palankys Záliv Prūsinė Purvalankis Ragininkų Rindos šaka Záliv Rindutė Rusnaitė Rusnė (Němen) Rusnė Senoji Skirvytė Skatulė Skirvytė (Severnaja) Šakutė Záliv Šilinė Šventos Elenos Šyša Šyškrantė Tiesioji Trušių Ulmas Uostadvaris Duobelė Upaitis Vidujinė Vikis Vilkinė Vilkinės Vito Vorusnė Voryčia Vytinė Vytinės Uostas Zingelinė |